# دارلینگ پوینت (نیو ساوت ولز)
دارلینگ پوینت (به انگلیسی: Darling Point) یک حومه شهر و محله در استرالیا است که در نیو ساوت ولز واقع شده‌است.